# Tobias Lister
Tobias Lister (Sídney, 7 de abril de 1987) es un deportista australiano que compitió en remo como timonel.
Ganó una medalla de bronce en el Campeonato Mundial de Remo de 2010, en la prueba de ocho con timonel. Participó en los Juegos Olímpicos de Londres 2012, ocupando el sexto lugar en la misma prueba.

## Palmarés internacional
| Campeonato Mundial | Campeonato Mundial        | Campeonato Mundial | Campeonato Mundial |
| Año                | Lugar                     | Medalla            | Prueba             |
| ------------------ | ------------------------- | ------------------ | ------------------ |
| 2010               | Cambridge (Nueva Zelanda) | Medalla de bronce  | Ocho con timonel   |